# توم فورد (لاعب سنوكر)
توم فورد (بالإنجليزية: Tom Ford)‏ هو لاعب سنوكر بريطاني، ولد في 17 أغسطس 1983 في Glen Parva ‏ في المملكة المتحدة.

## روابط خارجية
- توم فورد على موقع AZBilliards.com (الإنجليزية)
- توم فورد على موقع CueTracker.net (الإنجليزية)
- توم فورد على موقع بطولة العالم للسنوكر (الإنجليزية)